# 박세화
박세화(1985년 ~ )는 대한민국의 배우다.

## 방송
- 후계자 (2015) - Top13

## 음반
- 보리밭 사랑 - 연극 기억하다 OST (2017)

## 공연
- 이화우 흩날릴제 (2005)
- 폭소 춘향전 (2009)
- 이등병의 편지 (2010)
- 비상 (2010)
- 웰컴 투 오아시스 (2010)
- 담배가게 아가씨 (2014)
- 달을 품은 슈퍼맨 (2014)
- REMEMBER 독도, 그리고 이야기 (2015)
- 그대와 영원히 (2016)
- 왜 그래 (2016)
- 유나를 구하라! (2018)
- [권리장전2018_분단국가] 옥인동 부국상사 (2018)
- 라플레시아 (2018)
- 나의 스타에게 (2019)
- 앤ANNE (2019)
- 춘향은 살아있다 (2020)
- 나는 오늘 그 사람을 죽인다. (2023)
- 차차차원이 다다른 차원 (2023)